# وانگ ژی‌وی
وانگ ژی‌وی (چینی: 王智伟; پین‌یین: Wáng Zhìwěi زادهٔ ۱۸ ژوئیهٔ ۱۹۸۸) یک تیرانداز چینی است که در رشتهٔ تپانچهٔ مردان فعالیت می‌کند. از افتخارات وی می‌توان کسب مدال برنز در المپیک لندن در رشتهٔ تپانچهٔ ۵۰ متر را نام برد.